# Алматинские тепловые сети
Алматинские тепловые сети — (ТОО АлТС) теплоэнергетическое предприятие, обеспечивающее теплоснабжение потребителей на территории города Алма-Аты. Осуществляет приём, передачу, распределение тепловой энергии и все сопутствующие виды работ и услуг по её транспортировке, техническое обслуживание и ремонт тепловых сетей, а также реализации тепла и горячей воды в городе Алма-Ата.

## История
До 1961 года большинство зданий города Алма-Аты отапливалось маломощными котельными, работавшими на угле. В 1960 году государством по единому проекту было начато строительство тепловых сетей от ТЭЦ-1. Первые тепловые сети централизованного теплоснабжения введены в действие в 1961 году от ТЭЦ-1, имевшей на тот момент мощность в 250 Гкал/ч.
В январе 1962 года для эксплуатации тепловых сетей централизованного теплоснабжения было создано государственное предприятие «Дирекция строящихся тепловых сетей». В 1972 году «Дирекция тепловых сетей» была переименована в «Алма-Атинское городское предприятие тепловых сетей „РУ Алма-Атаэнерго“».
С 1960-х годов развитие теплоснабжения в Алма-Ате ведётся быстрыми темпами, строятся мощные районные котельные, что позволило закрыть к 1981 году 735 мелких. В 1974 году началось строительство ТЭЦ-2 расчетной тепловой мощностью 1520 Гкал/ч. Первое тепло от ТЭЦ-2 город получил в 1980 году. В 1982 году сдана в эксплуатацию 1-я очередь ТЭЦ-2 мощностью 456 Гкал/ч. К этому времени мощность ТЭЦ-1 достигла 1245 Гкал/ч.
В 1980 году окончено строительство уникального теплораспределительного пункта с 23 насосными установками для обеспечения работы ЗРК, ЮЗРК, НЗК, ТЭЦ-2, а в 1986 году завершена прокладка транзитной тепломагистрали.

## Собственники
До августа 1996 года «Алма-Атинское городское предприятие тепловых сетей», как и весь «Алматинский энергокомплекс» относилось к «РУ Алма-Атаэнерго» (Алма-Атинскому районному управлению энергетического хозяйства Министерства энергетики и электрификации Казахской ССР (Казахстана), которое обеспечивало тепло- и электроэнергией потребителей Алматинской и Талдыкорганской областей.
В 1990-х годах государство в рамках приватизации энергетического сектора Республики Казахстан за бесценок избавлялось от всех государственных предприятий и имущества, в число которых попал и Алматинский энергокомплекс. В августе 1996 года бельгийской компанией «Трактебель С. А.» по договору купли-продажи с Правительством Республики Казахстан был выкуплен Алматинский энергокомплекс и на его базе создано ЗАО «Алматы Пауэр Консолидэйтед». Городское предприятие тепловых сетей было переименовано в департамент АПК «Городские тепловые сети» (ЗАО АПК ГТС) без прав юридического лица. В 1998 году произошло слияние департаментов АПК ГТС и АПК РТС (созданного на базе муниципальной теплосети, переданной в управление АПК) и создана «Распределительная компания теплоэнергии» ЗАО АПК.
В мае 2000 года бельгийская компания «Трактебель С. А.» ушла с энергетического рынка Казахстана, после чего ЗАО «АПК» перешло под управление АО «КазТрансГаз».
Бельгийской компании были выплачены отступные порядка 70 млн.долларов, на эти цели акиматом города Алматы был взят кредит в Народном банке под залоговое имущество АПК: «Распределительная компания теплоэнергии», ТЭЦ-1 ТЭЦ-2 и ТЭЦ-3, Западный тепловой комплекс (ЗТК), Алматинская распределительная электросетевая компания, Городские электрические распределительные сети, Талгарская ГЭС, Капчагайская ГЭС и гостиница «Казахстан» с прилегающим участком, гостиница «Алматы» с прилегающим земельным участком.
В июне 2003 года ЗАО АПК было перерегистрировано в АО АПК.
В феврале 2007 году в связи с реорганизацией АО «АПК» и отчуждением имущественного комплекса департамента АПК «Распределительная компания теплоэнергии» в форме закрытого тендера произведена передача имущественного комплекса акционерному обществу «Алматинские тепловые сети».
В сентябре 2010 года АО «Алматинские тепловые сети» было преобразовано в ТОО «Алматинские тепловые сети» участником (владельцем) 100 % доли которого являлось ГУ Управление финансов акимата города Алматы.
28 октября 2011 года было создано государственное коммунальное предприятие ГКП «Холдинг Алматы Жылу» Управления энергетики и коммунального хозяйства, которому Постановлением акимата г. Алматы от 31.12.2010 № 4/999 в доверительное управление были переданы государственные предприятия ТОО «Алматинские тепловые сети» (передача, распределение и снабжение тепловой энергии) и ТОО «Алматытеплокоммунэнерго» (производство тепловой энергии). Целью создания теплоэнергетического холдинга было сформировать и развить в городе Алматы структуру, обеспечивающую качество, надежность и безаварийность в системах теплоснабжения; повышение эффективности работы теплового хозяйства города; выход на бездефицитный и безубыточный режимы работы.
В сентябре 2015 года стало известно о намерении акимата ликвидировать ГКП «Холдинг Алматы Жылу». В следующем году вышло Постановление акимата г. Алматы от 14.04.2016 № 2/137 по которому акимат собирался передать «Холдинг Алматы Жылу» в частное доверительное управление с дальнейшим правом выкупа предприятия. 8 ноября 2016 года выходит другое постановление акимата г. Алматы за № 4/531 по которому «Холдинг Алматы Жылу» подлежит ликвидации в срок до 31.12.2016, а его оставшееся имущество после удовлетворения требований кредиторов передается акционерному обществу «BAUR Kazakhstan» согласно договору прямой адресной продажи. 1 августа 2017 года вышло новое постановление акимата г. Алматы за № 3/319 о внесении изменений в Постановление акимата от 8.11.2016 за № 4/531 согласно которому «Холдинг Алматы Жылу» подлежит ликвидации в срок до 31.12.2017 года.